# Marceli Chybczyński
Marceli Władysław Chybczyński (ur. 26 kwietnia 1883 w Warszawie, zm. 5 sierpnia 1944 tamże) – podpułkownik piechoty Wojska Polskiego, inżynier elektrotechnik.

## Życiorys
Urodził się w rodzinie Rafała i Pauliny z Münchbergów . 27 stycznia 1919 został przyjęty do Wojska Polskiego z byłych Korpusów Wschodnich i byłej armii rosyjskiej, z zatwierdzeniem posiadanego stopnia porucznika. 25 maja tego roku został skierowany do służby w Armii Wielkopolskiej. Był wykładowcą w Oficerskiej Szkole Aeronautycznej. 9 września 1920 został zatwierdzony z dniem 1 kwietnia 1920 w stopniu kapitana, w Korpusie Wojsk Lotniczych, w grupie oficerów byłych Korpusów Wschodnich i byłej armii rosyjskiej. Pełnił wówczas służbę w Dowództwie Wojsk Lotniczych Wielkopolskich.
1 czerwca 1921, w stopniu kapitana, pełnił służbę w Departamencie III Ministerstwa Spraw Wojskowych, a jego oddziałem macierzystym był 1 pułk aeronautyczny. 3 maja 1922 został zweryfikowany w stopniu podpułkownika ze starszeństwem z dniem 1 czerwca 1919 i 18. lokatą w korpusie oficerów aeronautycznych, a jego oddziałem macierzystym był I batalion aeronautyczny. W 1924 pełnił służbę w Centralnych Zakładach Balonowych w Jabłonnie na stanowisku kierownika, pozostając oficerem nadetatowym II batalionu aeronautycznego. Z dniem 20 czerwca 1924, w związku z reorganizacją wojsk balonowych, został przeniesiony do batalionu balonowego w Toruniu z pozostawieniem na dotychczasowym stanowisku kierownika Centralnych Zakładów Balonowych.
W październiku 1926 został przeniesiony z korpusu oficerów lotnictwa do korpusu oficerów piechoty z równoczesnym wcieleniem do 13 pułku piechoty w Pułtusku, w stopniu podpułkownika ze starszeństwem z dniem 1 czerwca 1919 i 106,1. lokatą. W maju 1927 został przeniesiony do 23 pułku piechoty we Włodzimierzu Wołyńskim na stanowisko dowódcy I batalionu. W sierpniu tego roku został przeniesiony do kadry oficerów piechoty z równoczesnym przeniesieniem służbowym do Powiatowej Komendy Uzupełnień Warszawa Miasto IV na okres czterech miesięcy. W marcu 1928 został przeniesiony do Powiatowej Komendy Uzupełnień Pińsk na stanowisko komendanta. Z dniem 1 marca 1931 został zwolniony z zajmowanego stanowiska i skierowany na dwumiesięczny urlop „z zachowaniem uposażenia czynnego wraz z dodatkiem służbowym”, a z dniem 30 kwietnia tego roku przeniesiony w stan spoczynku.
W „czarną sobotę” 5 sierpnia 1944 na ul. Działdowskiej został zamordowany w egzekucji ludności cywilnej Warszawy .

## Odznaczenia
- Krzyż Walecznych[16]
- Medal Niepodległości – 16 marca 1937 „za pracę w dziele odzyskania niepodległości”[17]
- francuski Medal Pamiątkowy Wielkiej Wojny[16]
- Odznaka „Obsarvateur en Ballon” (zezwolenie Wodza Naczelnego z dn. 13.10.1921)[18]
- Odznaka „Obsarvateur en Avion” (zezwolenie Wodza Naczelnego z dn. 13.10.1921)[19]